# Hermann Schmitz (Richter)
Hermann Franz Wilhelm Schmitz (* 17. Januar 1873 in Dortmund; † 12. September 1952) war ein deutscher Reichsgerichtsrat.

## Leben
Schmitz bestand 1894 die erste Staatsprüfung mit „ausreichend“ und trat dann in den preußischen Staatsdienst. 1898 bestand er die zweite Staatsprüfung mit „gut“ und wurde zum Gerichtsassessor ernannt. 1904 wurde er Staatsanwalt beim Landgericht Düsseldorf. 1913 beförderte man ihn zum Staatsanwaltschaftsrat bei der Oberstaatsanwaltschaft Köln. Am 1. Dezember 1919 kam er als Rat an das Reichsgericht. Er war im IV.,  III. und V. Strafsenat tätig. Am 1. Juli 1938 trat er in den Ruhestand.
Er war Mitglied der katholischen Studentenverbindungen KStV Arminia Bonn, KStV Askania Berlin, KStV Saxonia München und KStV Teutonia Leipzig.

## Familie
Schmitz war Sohn eines Baurats und katholisch. Er heiratete Magdalena, Tochter des Justizrats Heinrich Malkwitz (1859–1912), Rechtsanwalt beim Reichsgericht. Der Philosoph Hermann Schmitz ist ihr Sohn.

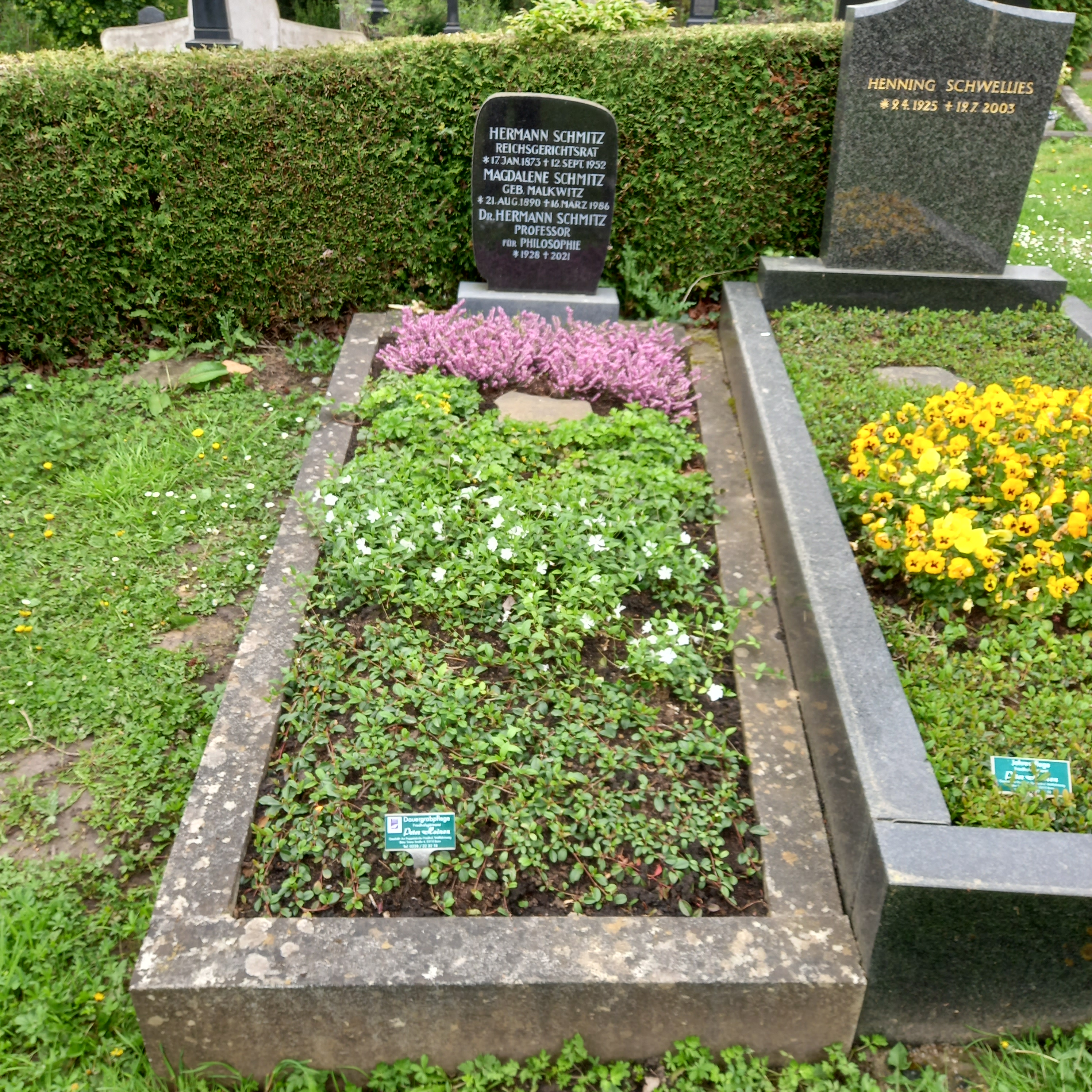
Das Grab von Hermann Schmitz und seiner Ehefrau Magdalena geborene Malkwitz auf dem Poppelsdorfer Friedhof in Bonn

## Ehrungen
- 1938 Goldenes Treuedienst-Ehrenzeichen